# ويليام لوستيغ
ويليام لوستيغ (بالإنجليزية: William Lustig)‏ هو منتج أفلام ومخرج أمريكي، ولد في 1 فبراير 1955 في ذا برونكس في الولايات المتحدة.

## وصلات خارجية
- ويليام لوستيغ على موقع IMDb (الإنجليزية)
- ويليام لوستيغ على موقع ألو سيني (الفرنسية)
- ويليام لوستيغ على موقع أول موفي (الإنجليزية)
- ويليام لوستيغ على موقع قاعدة بيانات الأفلام السويدية (السويدية)
- ويليام لوستيغ على موقع قاعدة بيانات الفيلم (الإنجليزية)
- ويليام لوستيغ على موقع كينوبويسك (الروسية)